# Carl Amand Mangold
Carl Ludwig Amand Mangold (Darmstadt, 8 ottobre 1813 – Oberstdorf, 4 agosto 1889) è stato un compositore e direttore d'orchestra tedesco.

## Biografia
Ricevette i primi insegnamenti musicali dal fratello Wilhelm Friedrich Mangold, maestro di cappella. Nel 1831 entrò come violinista nella cappella di corte del granduca di Darmstadt. Tra il 1836 e il 1839 frequentò il conservatorio di Parigi, dove studiò con Cherubini. Dal 1839 fino alla morte nel 1889 fu direttore dell'Unione musicale di Darmstadt e dal 1848 ricoprì anche l'incarico di direttore musicale del teatro di corte della stessa città. Si ritirò nel 1869.

## Opere
Le sue composizioni sono ricche di melodie cantabili di tono popolaresco e sono orchestrate con originalità. Il celebre soprano Jenny Lind amava interpretare i suoi Lieder. I Lieder di Mangold, in particolare quelli su testi di Heinrich Heine, ebbero ampia diffusione in Germania. L'oratorio Abraham (del 1859) e il dramma da concerto (un genere sviluppato proprio da Mangold) Die Hermannsschlacht, erano, intorno alla metà del XIX secolo, tra i lavori per la scena più rappresentati in Germania.
In tempi moderni vi è stato un rinnovato interesse per i lavori di Mangold, grazie anche al Konzertchor di Darmstadt e al suo fondatore e direttore Wolfgang Seeliger. Nel 2006 il Konzertchor, con la partecipazione di alcuni studenti, ha pubblicato e rappresentato l'opera romantica Tanhäuser, nell'ambito del festival musicale Darmstädter Residenzfestspiele.

## Composizioni

### Opere
Tutte le opere completate furono rappresentate per la prima volta a Darmstadt.
- Das Köhlermädchen, oder Das Tournier zu Linz, opera romantica in tre atti, libretto di H. Wilke, 1843
- Die Fischerin, Singspiel, libretto di Goethe, 1845
- Tanhäuser, opera in quattro atti, libretto di Eduard Duller, 17 maggio 1846
- Dornröschen, fiaba con balletto, libretto di Eduard Duller, 1848
- Gudrun, opera in quattro atti ispirata a un'antica saga tedesca, 1851
- Fiesko, opera incompiuta
- Rübezahl, opera incompiuta, iniziata nel 1848

### Drammi da concerto
- Die Hermannsschlacht, Magonza, 1845
- Frithjof, Darmstadt, 1857
- Hermanns Tod, 1870
- Barbarossas Erwachen, 1874
- Sawitri, 1882

### Oratori
- Wittekind, 1843
- Abraham, Lipsia, 1859
- Israel in der Wüste, 1863

### Altro
- Cantate (tra cui Die Weisheit des Mirza Schaffy, Schleusingen, 1875)
- Mottetti
- Messe
- Circa 260 composizioni corali per coro maschile
- Circa 375 Lieder
- 8 sinfonie
- Concerti
- Musica da camera
- Composizioni per pianoforte

## Discografia
- Abraham - Gilles Cachemaille (Abraham), Mechthild Georg (Hagar), Bernhard Gärtner (Angelo, Melchisedech), Thomas Sehrbrock (Terzo angelo, Lot), Monika Frimmer (Angelo)  - Direttore: Wolfgang Seeliger - Philharmonisches Orchester Darmstadt. Konzertchor Darmstadt - 1995 - CD: Christophorus CHR 77172[2]